# Suribachi
Der Suribachi (jap. 摺鉢山, -yama; engl. auch Mount Suribachi), auch Paipu-yama (パイプ山, „Pfeifenberg“), ist ein 170 m hoher Berg (Schlackenkegel) auf der Insel Iwojima im Nordwestpazifik und bildet die höchste Stelle der Insel. Das bekannte Foto Raising the Flag on Iwo Jima entstand am Gipfel des Berges.

## Geologie
Der Suribachi ist mit Fumarolen aktiv. In den Jahren 1982, 1994, 1999, 2004, 2009 und 2012 kam es zu kleineren Ausbrüchen; dabei handelte es sich oft um phreatische Explosionen. Im September 2001 ereignete sich eine submarine Eruption etwa 150 bis 200 Meter vor der Südostküste des Vulkans.

## Geschichte
→siehe Hauptartikel: Schlacht um Iwojima
Die Japaner bauten im und am Suribachi unterirdische Tunnelsysteme und Bunker. Im Frühjahr 1945 entbrannte um diese Insel ein Kampf zwischen den Kriegsparteien Japan und den Vereinigten Staaten. Für die Vereinigten Staaten war Iwojima ein wichtiger strategischer Punkt, um die Distanz zwischen den Vereinigten Staaten und Japan zu überbrücken. Die Insel sollte als Basis und Umladestation dienen. Diese herausragende strategische Bedeutung war beiden Seiten wohlbekannt, die daraus resultierenden schweren Kämpfe forderten das Leben von fast 7.000 Amerikanern und rund 20.000 Japanern.

## Filme
Die Filme Letters from Iwo Jima und Flags of our Fathers, unter der Regie von Clint Eastwood 2006, behandeln das Thema dieser Pazifikschlacht und stellen die Sicht beider Kriegsparteien in diesem Konflikt dar.